# أوجوست كيركهوفس
أوجوست كيركهوفس هو عالم لغويات وتعمية هولندي اسمه الكامل أوغست كيركهوف فون نيوفنهوف (بالهولندية: Auguste Kerckhoffs von Nieuwenhof) ولد سنة 1835 وتوفي سنة 1903.
يعتبر مؤلف كيركهوفس التعمية العسكرية (بالفرنسية: La Cryptographie militaire) والصادر سنة 1883 أحد أحجار الأساس في علم التعمية في القرن التاسع عشر والتي كانت تبحث في تعمية الاتصالات التي تستعمل التلغراف. ويتناول الكتاب تقديم ما يعرف بقوانين كيركهوف للتعمية التي كانت تعد آنذاك من العلوم العسكرية. وقد كتب أيضاً بالفولابوك.